# Alaska North Slope

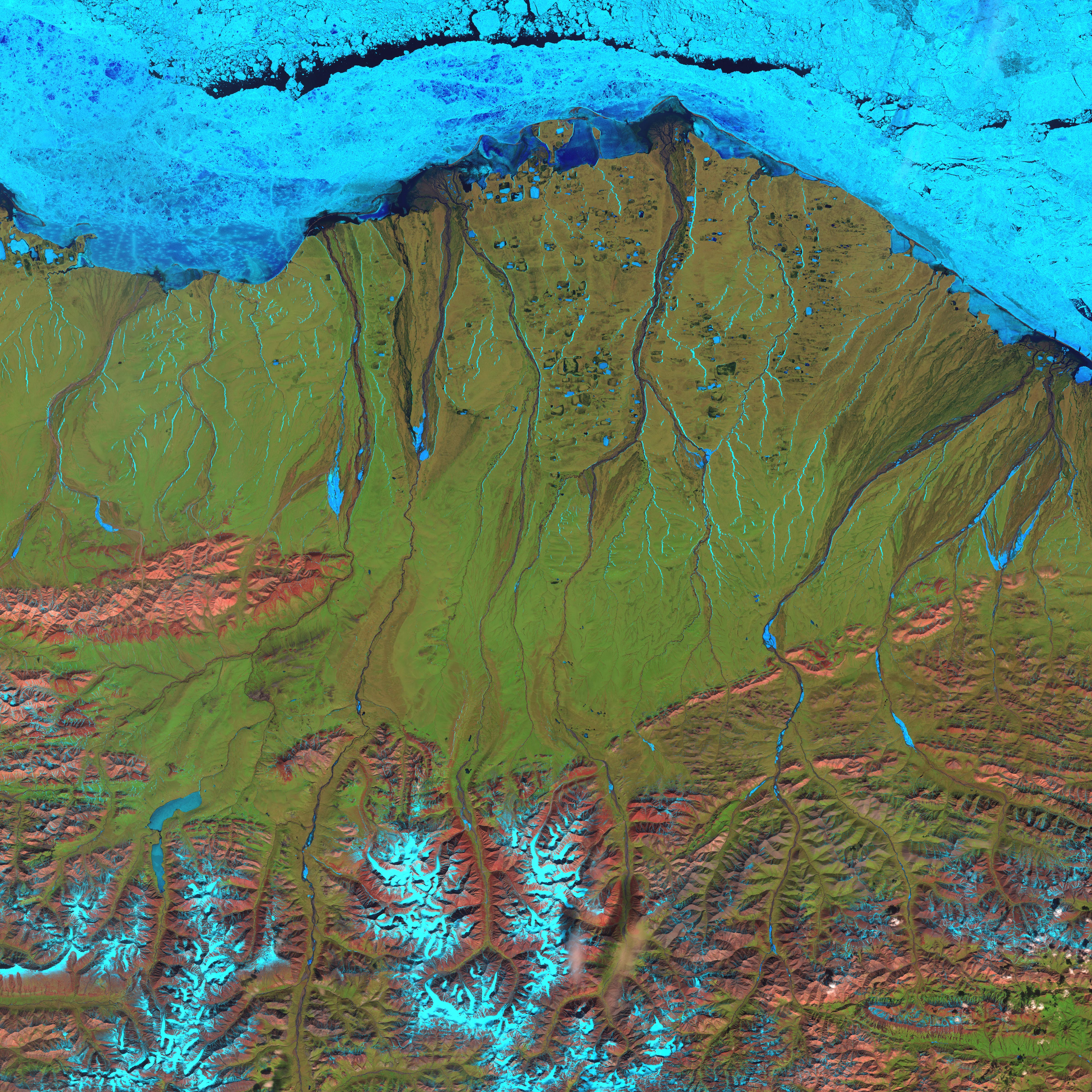
Photo satellite de Landsat 7 avec fausses couleurs du North Slope et de la banquise.

L’Alaska North Slope (que l'on pourrait traduire par le Versant nord de l'Alaska) est une région de l'Alaska située sur le flanc nord de la chaîne Brooks le long de la côte de l'océan Arctique, principalement habitée par les Iñupiats.

## Géographie
La presque totalité de la région fait partie du borough de North Slope et comprend la National Petroleum Reserve–Alaska, qui possédait les plus grosses réserves connues de l'Alaska jusqu'à la découverte du champ de Prudhoe Bay en 1968, et le refuge faunique national Arctic, depuis sujet de controverses concernant la possibilité d'y faire des forages pétroliers ou de nouveaux forages sur terre et en mer. 

## Morphologie et climatologie
Dans le North Slope, seule une « couche active » de la surface de la toundra dégèle chaque été. La majeure partie du sol reste gelée toute l'année. Sur le dessus de ce pergélisol, l'eau s'écoule vers la mer au travers d'un maillage de petits ruisseaux ou bien forme des bassins et des étangs. Le long de la côte, la banquise côtière (eaux côtières qui gèlent au contact de la terre) s'accroche toujours à la rive en une plaque solide et gelée. 
En haut de l'image ci-contre, la banquise de mer, banquise principale dérivant de l'océan Arctique est séparée par une bande bleu sombre de mer libre de glace de la banquise côtière. Le terrain accidenté de la chaîne Brooks est visible au bas de l'image (zones marron-rose) et est couverte de neige par endroits (zones bleutées).

## Activité économique
La principale ressource alimentaire pour les habitants (Iñupiats principalement) a été la viande de Caribou, mais aussi de baleine et d'autres mammifères marins. 
Depuis la fin du XXe siècle, le pétrole extrait des sous-sols de la région est acheminé vers le sud par un réseau de pipelines connecté à l'oléoduc trans-Alaska jusqu'au port de Valdez sur la côte pacifique de l'Alaska. L'activité pétrolière est une source de revenus et de royalties pour les populations locales. C'est aussi une source de conflit (avec divers aspects culturel et pratiques) pour la pêche traditionnelle des cétacés,. Ces activités induisent notamment un important bruit sous-marin, créé par les forages, mais surtout par levées sismiques, qui est une source de stress ou de trouble de santé pour les cétacés. Ceci inquiète les baleiniers autochtones qui savent que ces animaux ont l’ouïe très sensible. Cette pollution sonore peut déplacer les corridors migratoires de baleines de dizaines de kilomètres et empêcher les chasseurs traditionnels de les trouver ; 
En 2002, lors de réunions de concertation ou d'information il était fréquent que des scientifiques soient « traités de menteurs ou pire », comme à l'époque où des sous-estimations de nombre de baleines comptées par les moyens visuels avaient abouti à une interdiction provisoire de la chasse de subsistance.

## Source
- (en) Cet article est partiellement ou en totalité issu de l’article de Wikipédia en anglais intitulé « Alaska North Slope » (voir la liste des auteurs).